# 다세포 소녀
"다세포 소녀"는 2006년에 개봉한 대한민국의 영화이다.

## 캐스팅
- 김옥빈 : 가난을 등에 업은 소녀 역
- 박진우 : 안소니 / 가난소녀오빠 역
- 이켠 : 외눈박이 역
- 유건 : 우스 역
- 송하윤 : 도라지 소녀 역
- 이용주 : 회장 소년 역
- 이민혁 : 테리 역
- 이은성 : 두눈박이 역
- 남호정 : 부회장 소녀 역
- 박혜원 : 반장 소녀 역
- 임예진 : 가난소녀 엄마 역
- 이원종 : 왕칼언니 역
- 이재용 : 모든 선생님 역
- 박용식 : 교장 / 교주 역
- 문원주 : 이쁜이 조폭 / 로드매니저 역
- 박재웅 : 축구부 주장 / 기도 역
- 유호린 : 하레크리슈나 / 날라리 소녀 역
- 김유빈 : 국수 소년 역
- 김도연 : 여자 조폭 / 최후의 순진 소녀 역
- 이상호 : 뚱뚱이 가족 역
- 김지나 : 에로틱랠름교 살사댄스 역
- 유병선 : 에로틱랠름교 살사댄스 역
- 이동우 : 에로틱랠름교 살사댄스 역
- 이혜정 : 에로틱랠름교 살사댄스 역
- 정성웅 : 에로틱랠름교 살사댄스 역
- 허엽 : 에로틱랠름교 살사댄스 역
- 한은선 : 에로틱랠름교 일당 / 여신도 역
- 이종환 : 따귀맞는 소년 역
- 김한준 : 에로틱랠름교 납치단 역
- 시호 : 에로틱랠름교 납치단 역
- 이우정 : 에로틱랠름교 납치단 역
- 홍상훈 : 에로틱랠름교 납치단 역
- 윤봉길 : 일진 짱 역
- 안은미 : 선무당 역
- 김하균 : 회장 아빠 역
- 장준녕 : 넘버 2 / 간수장 역
- 김대호 : 뚱땡 조폭 / 간수 역
- 임지우 : 매니지먼트 실장 역
- 신현호 : 무종교반 학생들 역
- 용이 : 강변의 연인 역
- 전봉현 : 뜬금 요들밴드 역
- 김덕현 : 조교 역
- 김수미 : 이무기 역 (특별출연)
- 조정린 : 주번 소녀 역 (특별출연)
- 이병준 : 건희 역 (특별출연)